# Aliu Djaló
Aliu Djaló, conocido por su apodo Kaby (Bisáu, Guinea-Bisáu, 5 de febrero de 1992) es un futbolista guineano, aunque nacionalizado portugués. Se desempeña como centrocampista y actualmente juega en el Ungmennafélag Njarðvíkur de la 2. deild karla de Islandia. Sus dos hermanos mayores, Bacari y Djibril, también son futbolistas. Bacari juega como delantero en el Académico de Viseu, mientras que Djibril juega como delantero en el SC Mirandela. Además su padre, Bobó Djaló, fue jugador del Boavista FC.

## Trayectoria
Djaló comenzó su carrera futbolística en el Boavista FC de Portugal desde los 11 años de edad. Habiéndose desempeñado como lateral izquierdo y como extremo por izquierda, Djaló se estableció como centrocampista ofensivo durante su última temporada con el Boavista, posición que ocupa actualmente.  Sin embargo, gracias a un vídeo en YouTube en donde muestra sus habilidades con el balón, Djaló captó la atención de la Academia del Chelsea Football Club en 2007. Djaló estuvo a prueba en el Chelsea durante la pretemporada, impresionando de tal forma que el club no tardó en contratarlo cuando apenas contaba con 15 años de edad.
Djaló disputó la temporada 2007-08 con el equipo Sub-16. Al inicio de la temporada 2008-09, el club le ofreció una beca, así como la posibilidad de ser promovido al equipo juvenil, en el cual se ganó la titularidad en el mediocampo.
En la temporada 2009-10, la experiencia adquirida por Djaló hizo que tuviera la oportunidad de desempeñarse como capitán durante algunos partidos. Su prolífica habilidad, tanto para dar asistencias como para meter goles, fue fundamental para que Djaló tuviera la oportunidad de disputar partidos con el equipo de reservas. Al finalizar la temporada, Djaló fue promovido al equipo de reservas.
El 17 de julio de 2010, durante la pretemporada del Chelsea, Djaló debutó con el primer equipo ante el Crystal Palace, entrando de cambio al minuto 76 por Nemanja Matić. En ese partido, el Chelsea se impuso por 1-0. Su segundo partido de la pretemporada fue el 23 de julio de 2010 ante el Ajax Ámsterdam, aunque permaneció en la banca durante todo el encuentro. En ese partido, el Ajax se impuso por 3-1.
En septiembre de 2010, Djaló fue inscrito en la Lista B de la plantilla que disputó la Liga de Campeones, utilizando el dorsal #50.

## Selección nacional
Djaló ha sido internacional con la Selección de Portugal Sub-17 y Sub-18.

## Clubes
| Club                    | País       | Año         |
| ----------------------- | ---------- | ----------- |
| Boavista FC             | Portugal   | 2003 - 2007 |
| Chelsea FC              | Inglaterra | 2007 - 2012 |
| AEL Limassol            | Chipre     | 2012        |
| Boavista FC             | Portugal   | 2012 - 2013 |
| CS Marítimo             | Portugal   | 2013 - 2014 |
| CS Gaz Metan Mediaș     | Rumanía    | 2014 - 2015 |
| → Pogoń Siedlce         | Polonia    | 2014        |
| → Palloseura Kemi Kings | Finlandia  | 2015        |
| Palloseura Kemi Kings   | Finlandia  | 2015 - 2016 |
| Crawley Town F. C.      | Inglaterra | 2016 - 2018 |